# François Garasse
François Garasse, né à Montauroux en 1585 et mort à Poitiers 19 juin 1631, est un apologète et écrivain polémiste jésuite français des XVIe et XVIIe siècles.

## Biographie
Fils d'un ligueur qui conspira pour Henri III contre le duc d'Épernon, gouverneur d'Angoulême, François Garasse entre dans la Compagnie de Jésus en 1601. Après ses études de philosophie et de théologie, il enseigne les humanités au collège de Poitiers - Guez de Balzac fut à cette occasion un de ses étudiants- avant d'être remarqué pour ses talents de rhéteur et d'écrivain. A ce titre il est sollicité pour différents travaux apologétiques et notamment pour défendre la Compagnie de Jésus.  
François Garasse ainsi mit toute son énergie à lutter contre l'antijésuitisme, le gallicanisme et le libertinage de l'époque. Ses violentes controverses lui valent de grandes inimitiés dans l'Eglise comme dans la société (Saint-Cyran, Voltaire, Sainte-Beuve), la censure de la Sorbonne et un certain malaise à l'intérieur de la Compagnie, malaise exprimé dans la plume de Pierre-Joseph Dorléans.  
Homme controversé, il meurt à Poitiers de la peste au service des pestiférés. 

## Postérité
Le discrédit dont il fut l'objet tout au long du XVIIIe et du XIXe siècle portera sur son style et en particulier sur son usage intempestif de l'invective et de la satire. A titre d'anecdote: Un jour de controverse publique, Garasse traita l'un des partisans de l'Université de « sot par nature, sot par bécarre, sot par bémol, sot à la plus haute gamme, sot à double semelle, sot à double teinture, sot en cramoisi, sot en toutes sortes de sottises ! » On dit que le jésuite sortit de cette tirade le visage écarlate de fureur.

## Citations
- « Par le mot de libertin, je n'entends ni un huguenot, ni un athée, ni un catholique, ni un hérétique, ni un politique, mais un certain composé de toutes ces qualités[4]. »

- « I'appelle Libertins nos yvrongnets, mouscherons de tavernes, esprits insensibles à la piété, qui n'ont autre Dieu que leur ventre, qui sont enroolez en cette maudite confrerie, qui s'appelle la Confrerie des Bouteilles, à laquelle nous gardons son Chapitre à part. Il est vray que ces gens croyent aucunement en Dieu, haïssant les Huguenots & toutes sortes d'heresies, ont quelquesfois des interualles luisants, et quelque petite clarté qui leur faict voir le misérable estat de leur ame : craignent et apprehendent la mort, ne sont pas du tout abbrutis dans le vice, s'imaginent qu’il y a un Enfer : mais au reste ils viuent licentieusement, iettant la gourme comme ieunes poulins, iouïssant du bénéfice de l'aage, s'imaginant que sur leurs vieux iours Dieu les receura à misericorde, & pour cela sont bien nommés quand on les appelle Libertins ; car c'est comme qui diroit apprentis de l'Athéisme » (Extrait de La doctrine curieuse des beaux esprits de ce temps, ou prétendus tels, Paris, 1624, p. 37)[5]

- « Le jésuite Garasse, le jésuite Hardouin, et d’autres menteurs publics, trouvaient partout des athées ; mais le jésuite Garasse, le jésuite Hardouin, ne sont pas bons à imiter. » (Extrait d'une lettre de Voltaire au docteur Pansophe, avril 1766)

## Œuvres
- Le Rabelais réformé par les ministres et nommément par Pierre du Moulin, ministre de Charenton, pour réponse aux bouffonneries insérées en son livre de la vocation des pasteurs (Bruxelles 1619, édition originale très rare, autres éditions : 1620 et 1621)
- La Doctrine curieuse des beaux esprits de ce temps, ou prétendus tels (1623-1624)
- Nouveau jugement de ce qui a été dict et escrit pour & contre le livre de "La doctrine curieuse" des beaux esprits de ce temps[6], pamphlet contre les libertins, dans lequel il accuse Homère et Virgile de nécromancie. Le bibliothécaire Gabriel Naudé lui répond par une Apologie pour tous les grands personnages qui ont été faussement soupçonnés de magie (1625), un des ouvrages fondateurs de la critique historique[7].,
- Histoire des jésuites de Paris pendant trois années (1624-1626)
- Lettre du Père François Garassus, de la Compagnie de Jésus, à M. Ogier, touchant leur réconciliation, et response du sieur Ogier sur le mesme sujet (1624)
- La somme théologique des vérités capitales de la religion chrétienne (1625). Cet ouvrage à la fois antilibertin et antiprotestant lui valut à la fois la censure de la Sorbonne et de vives critiques de Saint-Cyran[2].
- La royalle reception de leurs Majestez tres-chrestiennes en la ville de Bourdeaus, ou le siecle d'or ramené par les alliances de France & d'Espaigne , recueilli par le commandement du Roy, Bordeaux, Simon Millanges, 1611 (lire en ligne sur Gallica).

- Rapport d'un Parlement au ciel et d'un premier president au soleil. A Monseigneur de Nesmond chevalier, conseiller du roy en ses conseils d'Estat & privé, & premier president au parlement de Guyenne, a l'occasion d'une belle harangue faicte par ledict seigneur à Bourdeaus, à l'ouverture du parlement, le 12. de novembre 1611. De la ressemblance entre la lumiere du soleil et la justice. Pour ses estrennes de l'an M.D.C.XII, Bordeaux, Simon Millanges, 1612, 23 p. (lire en ligne).
- Les Champs élyziens ou la Réception du roy très chrestien Louys XIII [treize] au collège de Bourdeaus de la Comp.[agnie] de Jésus, le huictiesme de novembre 1615, Bordeaux, Simon Millanges, 1615, 213 p. (lire en ligne).
- La Royalle réception de leurs majestez trés chrestiennes en la ville de Bourdeaus ou le Siècle d'or ramené par les Alliances de France & [et] d'Espagne recueilli par le commandement du roy, Bordeaux, Simon Millanges, 1615, 128 p. (lire en ligne sur Gallica)
- Carthusia B. Mariae M. Misericordiae ab illustrissimo ... Cardinale de Sourdis, ... edificata, dotataque.., Bordeaux, Simon Millanges, 1620, 22 p. (lire en ligne).
- Les recherches des recherches ....Paris, S. Chappelet ,1622  petit in 8